# 台灣再生能源

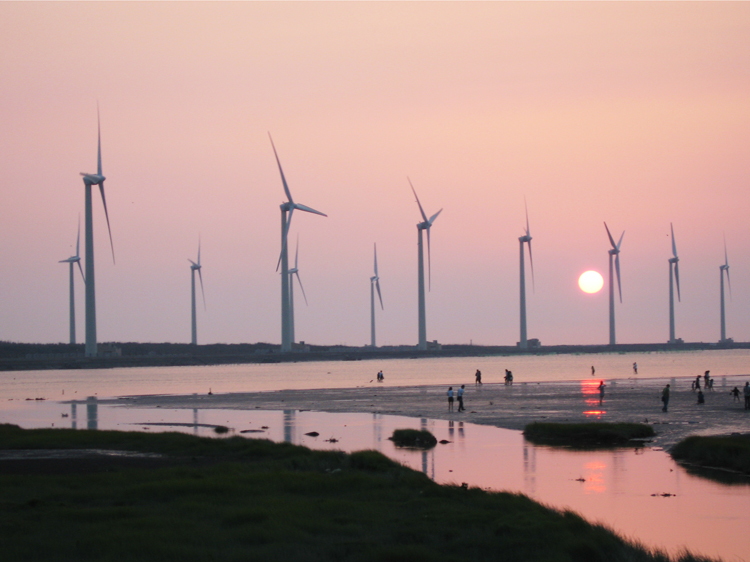
台中市高美溼地旁的風力發電廠

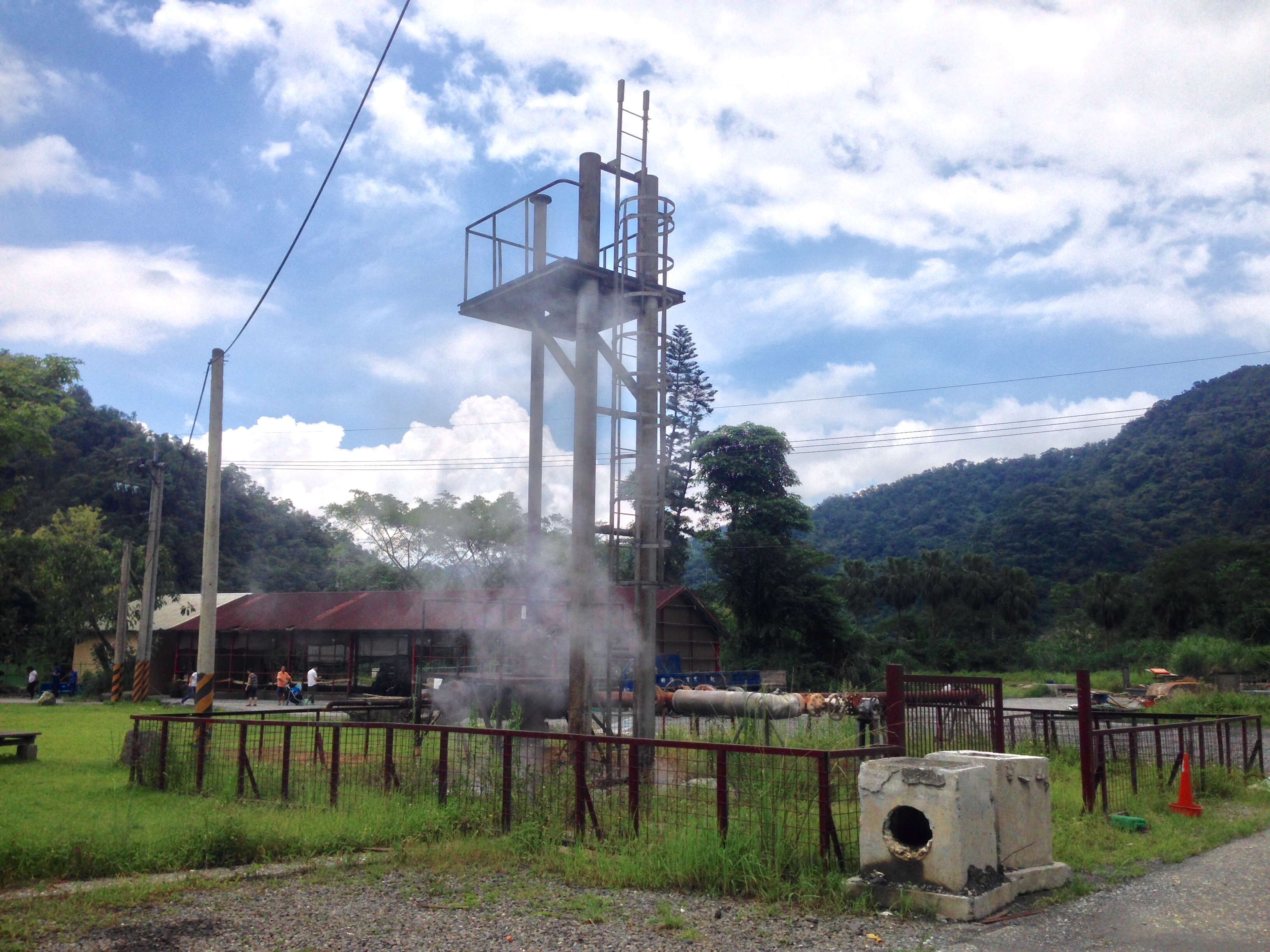
清水地熱發電廠地熱井

台灣再生能源截至2023年底裝置容量為1795.6萬瓩（17,956MW），占台灣總發電設備6,404.5萬瓩之28.0%。2023年度台灣再生能源發電量為267.10億度（26,710GWh），占台灣總發電量比例為9.5%。
蔡英文政府及林全內閣希望於2025年達成「非核家園」，再生能源發展目標為再生能源裝置容量達2,700萬瓩（27GW），再生能源發電量占總發電量比例達20%。

## 定義與發展歷程
根據經濟部能源局統計資料，現階段台灣再生能源涵蓋項目包括慣常水力發電（川流式水力發電）、太陽光電、風力發電、地熱能、生質能與廢棄物發電六項。經濟部能源局在訂定發展目標上，通常使用「新及再生能源」一詞，除了前述項目之外，另加入並非屬於「再生能源」，而是屬於「新興能源」之燃料電池。
台灣投入發展「再生能源」，除了前述項目，另有尚於初始開發階段之海洋能技術，政府主管機關尚未對於海洋能發展訂立目標，但經濟部能源局與「第二期能源國家型科技計畫」有投入研究。
台灣發展再生能源之重要里程為2009年7月發布之「再生能源發展條例」，此為台灣發展再生能源之母法，該條例之中央政府主管機關為經濟部，由經濟部能源局執行業務。
「再生能源發展條例」通過後，歷年再生能源裝置容量、發電量之數值與占總發電之比例如下：
| 年度 | 裝置容量              | 裝置容量               | 發電量               | 發電量               |
| 年度 | 數值 （百萬瓦特，MW） | 占總裝置容量比例 （%） | 數值 （百萬度，GWh） | 占總發電量比例 （%） |
| ---- | --------------------- | ---------------------- | -------------------- | -------------------- |
| 2023 | 17,956                | 28.0%                  | 26,710               | 9.5%                 |
| 2022 | 14,132                | 22.82%                 | 23,845               | 8.28%                |
| 2021 | 11,609                | 19.55%                 | 17,511               | 6.02%                |
| 2020 | 9,566                 | 16.54%                 | 15,179               | 5.42%                |
| 2019 | 7,798                 | 13.89%                 | 15,258               | 5.56%                |
| 2018 | 6,255                 | 11.88%                 | 12,646               | 4.59%                |
| 2017 | 5,259                 | 10.67%                 | 12,365               | 4.58%                |
| 2016 | 4,726                 | 9.53%                  | 12,730               | 4.82%                |
| 2015 | 4,330                 | 8.90%                  | 10,476               | 4.06%                |
| 2014 | 4,065                 | 8.40%                  | 9,922                | 3.82%                |
| 2013 | 3,816                 | 7.82%                  | 10,855               | 4.30%                |
| 2012 | 3,594                 | 7.43%                  | 10,662               | 4.26%                |
| 2011 | 3,399                 | 6.97%                  | 8,987                | 3.56%                |
| 2010 | 3,197                 | 6.55%                  | 8,640                | 3.50%                |
| 2009 | 3,030                 | 6.32%                  | 7,809                | 3.39%                |
| 2008 | 2,903                 | 6.27%                  | 8,259                | 3.47%                |

## 再生能源政策

### 政策目標
台灣再生能源發展目標現階段以發電為主。過去曾經有非發電之發展目標，包括提供熱能之太陽能熱水器推廣設置，部分替代柴油之「生質燃料摻配比例」規範，兩者目前均已不再列為推動項目。
「再生能源發展條例」於2019年4月12日於立法院通過修正案，設定2025年再生能源累計裝置量達2,700萬瓩（27GW）的目標。
|                | 2020年 | 2025年 |
| -------------- | ------ | ------ |
| 太陽光電       | 6,500  | 20,000 |
| 陸域風力發電   | 814    | 1,200  |
| 離岸風力發電   | 520    | 3,000  |
| 地熱能         | 150    | 200    |
| 生質能及廢棄物 | 768    | 813    |
| 慣常水力發電   | 2,100  | 2,150  |
| 燃料電池       | 22.5   | 60     |
| 合計           | 10,875 | 27,423 |

### 獎勵措施
現階段蔡英文政府對於可再生能源獎勵措施以「保證收購」20年之「躉購費率」制度為主，「再生能源發展條例」於2019年4月12日於立法院通過修正案後，未來「保證收購」與「電力自由交易」二者可相互轉換，代表政府過去師法德國的「保證收購」躉購費率制度將逐漸淡出，逐步導向自由市場。
自「再生能源發展條例」實施以來，歷年各類型再生能源「躉購費率」如下：
| 年度\技術類型 | 太陽光電        | 陸域風力發電   | 離岸風力發電 | 小水力發電 | 地熱能 | 生質能         | 廢棄物 | 其他   |
| ------------- | --------------- | -------------- | ------------ | ---------- | ------ | -------------- | ------ | ------ |
| 2020          | 3.9383~ 5.7132  | 2.2888~ 7.7998 | 5.0946       | 2.8599     | 5.1956 | 2.5765~ 5.0874 | 3.8945 | ─      |
| 2019          | 4.1579~ 6.1462  | 2.5124~ 7.8759 | 5.5160       | 2.8325     | 5.1956 | 2.6871~ 5.1176 | 3.9482 | 2.1107 |
| 2018          | 4.2429~ 6.2269  | 2.7315~ 8.6685 | 5.8498       | 2.7988     | 5.1956 | 2.5765~ 5.0161 | 3.8945 | 2.3226 |
| 2017          | 4.4098~ 6.4695  | 2.8395~ 8.9716 | 6.0437       | 2.9512     | 4.9428 | 2.6~ 5.0087    | 3.8939 | 2.6    |
| 2016          | 4.6679~ 6.4813  | 2.7763~ 8.5098 | 5.7405       | 2.9078     | 4.9428 | 2.7174~ 3.9211 | 2.9439 | 2.7174 |
| 2015          | 4.6197~ 6.8633  | 2.6699~ 8.4071 | 5.7405       | 2.6338     | 4.9315 | 2.6338~ 3.3803 | 2.824  | 2.6338 |
| 2014          | 4.7279~ 7.0738  | 2.6~ 8.1735    | 5.6076       | 2.5053     | 4.9315 | 2.5053~ 3.2511 | 2.824  | 2.5053 |
| 2013          | 5.6218~ 8.3971  | 2.5924~ 7.3562 | 5.5626       | 2.4652     | 4.8039 | 2.4652~ 2.8014 | 2.824  | 2.4652 |
| 2012          | 6.7604~ 9.4645  | 2.5971~ 7.3562 | 5.5626       | 2.3302     | 4.8039 | 2.3302~ 2.6995 | 2.824  | 2.3302 |
| 2011          | 7.3297~ 10.3185 | 2.6138~ 7.3562 | 5.5626       | 2.1821     | 4.8039 | 2.1821         | 2.6875 | 2.1821 |
| 2010          | 11.119~ 12.9722 | 2.3834~ 7.2714 | 4.1982       | 2.0615     | 5.1838 | 2.0615         | 2.0879 | 2.0615 |

- 各種技術依照技術種類、裝置型態，再細分不同費率，例如太陽光電2019年依據各型態共分為46項費率。
- 上表為單一費率，離岸風力發電與地熱能另有前高後低費率。
- 其他包括海洋能、氫能或其他經中央主管機關（經濟部）認定可永續利用之能源。
- 2020年原「川流式水力發電」改名為「小水力發電」，其他部分取消。

## 各種再生能源發展情況

### 太陽光電
臺灣於2000年開始推動太陽光電，但於2009年通過「再生能源發展條例」，政府開始實施「保證收購」20年之「躉購費率」制度後，安裝量方開始顯著成長。另外，建置成本大幅下降，也是2010年後成長的主因。這使得原本以外銷導向的光電產業，內銷比例逐漸成長。
台灣整體年均日照接近1,800小時，發展條件良好。政府目標於2025年，太陽光電累計安裝容量達 2,000萬瓩（20GW），其中屋頂型太陽光電目標 300萬瓩（3GW），包括水域面積在內的地面型太陽光電 1,700萬瓩（17GW）。

### 風力發電
台灣風力發電開發始於2000年，該年政府頒布「風力發電示範系統設置補助辦法」。之後，包括台灣電力公司、台朔重工，以及正隆公司依據前述示範計畫投入風力發電廠開發。台灣首座風力發電廠為台朔重工的麥寮風力發電廠。 2012年政府公布「風力發電離岸系統示範獎勵辦法」，啟動離岸風電開發。2013年1月，台灣離岸風場示範案開標，由福海風力發電（永傳能源）、海洋風力發電（上緯企業）、台灣電力公司三家中標，2017年4月海洋風力發電公司之海洋竹南風力發電場第一期開始商轉，為臺灣首座正式營運的離岸風力發電場。
2018年政府展開離岸風電大規模開發，公布「離岸風力發電規劃場址容量分配作業要點」，啟動離岸風力發電「遴選」與「競價」作業。分別由7家開發商獲得遴選資格，總開發容量為383.6萬瓩 （3,836MW）；兩家廠商於競價中獲選，總開發容量為166.4萬瓩（1,644MW）。

### 水力發電
台灣最早開發之水力發電廠為1905年啟用之龜山水力發電廠，水力發電在台灣發展的歷史至今已超過一世紀，截至2018年底累計裝置量為209.2萬瓩（2,092MW）。
台灣水力發電較優良場址大都已開發，新位址較難尋覓，未來台電將以中小型水力發電廠為開重點。

### 地熱能
台灣最早發展地熱發電始於1966年，由經濟部礦業研究所進行探勘工作。1973年第一次能源危機爆發後，經濟部指示進行全國地熱區資源普查。根據普查結果，工研院選定宜蘭清水地熱區為首要潛能區，並進行系統性探勘。
1976年中油公司加入探勘行列，在該區鑽探深井成功，1977年由工研院、中油及台電三機構分別負責探勘、生產及發電，並建造第一座1,500瓩（1.5MW）地熱試驗電廠，隨後於1981年4月構建3,000瓩（3MW）地熱電廠，同年9月清水地熱發電廠移交台電營運，但由於熱液產能因孔內結垢問題造成逐年衰減，以致發電量隨之遞減，運轉12年後於1993年停止發電試驗。
2002年起政府重新探勘，並評估修復地熱井，已完成50瓩（50kW）示範機組。2016年宜蘭縣政府進行招商，由「宜元股份有限公司」得標，預計第一期1,000瓩（1MW）於2020年開始商轉。
除了清水地熱發電廠之外，還有一些電廠開發正在進行中，例如綠島地熱示範發電廠。

### 生質能
台灣原先生質能推動重點為生質柴油，一度經濟部能源局曾訂定強制市售柴油摻配2%生質柴油（B2生質柴油），該項政策於2014年停止。
台灣政府近年生質能推動重點改為沼氣發電，行政院農業委員會成立「沼氣推動計畫辦公室」進行推廣活動。

### 海洋能
台灣海洋能開發尚在初始開發階段，尚未有商業運轉的發電廠。
台灣持續有法人機構與學校投入海洋能技術開發，包括工研院與台灣國際造船投入20瓩波浪發電機組開發，中山大學海洋科技研究中心、成功大學水工試驗所、國研院海科中心等投入海流發電（黑潮發電）技術。

## 外部連結
- 經濟部能源局（页面存档备份，存于）
- 經濟部能源局太陽光電單一服務窗口 （页面存档备份，存于）
- 經濟部能源局風力發電單一服務窗口 （页面存档备份，存于）
- 地熱發電資訊網 （页面存档备份，存于）
- 沼氣發電與再利用資訊網 （页面存档备份，存于）